# Herpesvirové infekce ptáků
Herpesviry jsou sférické obalené partikule o průměrné velikosti 120 až 200 nm, s kubickou symetrií a lineární dvouvláknovou DNA. Replikují se v jádrech vnímavých buněk. Čeleď Herpesviridae se rozděluje na 3 podčeledě:
- Alphaherpesvirinae (skupina virů herpes simplex)

- Betaherpesvirinae (skupina cytomegalovirů)

- Gammaherpesvirinae (skupina lymfoproliferativních virů)

Společným znakem ptačích herpesvirů je stimulace a proliferace lymfatických anebo plasmatických buněk a schopnost dlouhodobě perzistovat v organismu hostitele (latentní infekce). Rozdílná je tvorba a vylučování volného (free) a infekce schopného viru.
Herpesviry jsou u ptáků značně rozšířené; byly izolovány u domácích i volně žijících ptáků, domácího i cizího původu, zdravých i nemocných (čápi, sokoli, sovy, pěvci aj.); časté jsou subklinické infekce. Vzájemný přenos infekce mezi nimi není častý, protože herpesviry vykazují poměrně úzký rozsah hostitelů.
Herpesvirusy vyvolávají u ptáků 3 základní typy patologických změn:
- lyticko-neoplastické změny, představované u kura domácího Markovou nemocí
- hemoragické změny představované infekční laryngotracheitidou
- nekrotické změny, pozorované u mnoha druhů ptáků a projevující se respiračními příznaky, hepatitidou a četnými nekrózami v játrech, slezině a kostní dřeni.

Mezi závažné nemoci drůbeže s herpesvirovou etiologií patří infekční laryngotracheitida, herpesvirová enteritida kachen a Markova nemoc, u Psittaciformes zejména tracheitida amazoňanů a Pachecova nemoc a u holubů inkluzní hepatitida. Herpesviry jsou také považovány za příčinu některých kožních papilomů na prstech a běhácích kakadua moluckého a žlutolícího a podle některých autorů také za tzv. „chryzantémovou nemoc“ ("feather duster syndrome") u papoušků.